# Topsy Turvy (álbum de Young Fresh Fellows)
Topsy Turvy es el segundo álbum de estudio de la banda de rock Young Fresh Fellows. Fue lanzado en 1985 por PopLlama.
Más tarde, sería relanzado en conjunto con el primer disco de la banda, The Fabulous Sounds of the Pacific Northwest, en una edición de  CD doble. 

## Lista de canciones[4][5][6]
1. Searchin' U.S.A.
2. How Much About Last Night Do You Remember?
3. Where Is Groovy Town?
4. The New John Agar
5. Sharing Patrol Theme
6. You've Got Your Head On Backwards
7. Two Lives
8. Mr. Salamander's Review
9. Trek To Stupidity
10. Topsy Turvy Theme
11. Hang Out Right
12. Agar's Revenge
13. Good Things Go